# B for Sonata
B for Sonata est une œuvre pour piano composée par Betsy Jolas en 1973.

## Histoire
Cette œuvre pour le piano est écrite en 1973. Son titre en anglais peut se traduire « B en guise de sonate ». « Le terme sonate, souligne la compositrice, s’entend ici au sens où il a été employé par bien des compositeurs aujourd’hui, comme désignant une certaine rigueur de conception et de style ».
Elle est créée à New York, au Lincoln Center, en janvier 1974, par Marie-Françoise Bucquet. 
Sa durée d'exécution est d'à peu près dix-sept minutes.
Pour les critiques, avec cette sonate pour piano, « Betsy Jolas prend possession de l’instrument dans sa totalité résonnante et percussive : une musique éruptive et jaillissante qui s’inscrit dans un espace harmonique toujours contrôlé et un temps flexible ».

## Discographie
- Claude Helffer, 1978, Adès.
- Géraldine Dutroncy, 2012, Hortus.